# Polizeiruf 110: Ein verhängnisvoller Verdacht
Ein verhängnisvoller Verdacht ist ein deutscher Kriminalfilm von Peter Vogel aus dem Jahr 1991. Der Fernsehfilm erschien als 152. Folge der Filmreihe Polizeiruf 110.

## Handlung
Rita Köhler streitet sich mit ihrem Mann Heinz, von dem sie seit langem getrennt lebt, will sie doch entgegen der Absprachen nun ihr Kind zu sich holen. Der ehemalige Boxer Heinz verprügelt Rita, bis sie aus dem Haus flieht. Draußen wartet überraschend ihr früherer Freund Rolf auf sie und lädt sie auf einen Kurztrip in die Niederlande ein. Rita kann nicht freinehmen, wird sie doch in der Bar von Herbert Pohl gebraucht. Hier ist Rita nicht nur als Kellnerin aktiv, sondern schläft gegen Bezahlung auch mit den Kunden, wobei ihr Chef an dem Geschäft mitverdient. Rita und Rolf verbringen die Zeit zusammen, bis er in die Niederlande reist. Bei seiner Rückkehr erwischt er Rita in einem Hinterzimmer der Bar in flagranti mit Norbert, seinem besten Freund und Sohn von Herbert. Wie alle anderen Freier muss auch er Geld für Sex bezahlen. Rita findet ihr Verhalten normal, zumal auch Herbert einer Affäre mit ihr nicht abgeneigt gegenübersteht.
Als es mal wieder zu einem Streit zwischen Herbert und seiner eifersüchtigen Frau Ellen kommt, fährt Herbert davon. Nach einiger Zeit kommt er zurück und Ellen beobachtet heimlich, wie Norbert mit Herberts Wagen davonfährt. Vor Ritas Haus beobachtet unterdessen ein Taxifahrer, wie Heinz seine Noch-Frau Rita schlägt und dann flieht, als er ihr zu Hilfe kommt. Ritas Nachbarn Meier hören wenig später kommende und gehende Schritte im Hausflur, kurzes Gerangel und danach nur noch untypische Stille. Dies veranlasst Opa Meier, bei seiner Untermieterin Rita nach dem Rechten zu sehen. Er findet Rita tot vor. Neben ihr sitzt unter Schock Rolf.
Kriminalhauptkommissar Wolfgang Dillinger und Kriminaloberkommissar Lehnert werden zum Tatort gerufen. Beide können sich nicht ausstehen und so ist es Lehnert ein besonderer Genuss, Dillinger von der Ermittlungsarbeit auszuschließen: Da Rolf der Sohn seiner langjährigen Lebensgefährtin ist, gilt Dillinger nun als befangen. Dillinger lässt sich Urlaub geben und beginnt gegen den Willen Lehnerts mit Ermittlungen. Stets ist er Lehnert dabei einen Schritt voraus und wird schließlich wegen Verdunkelungsgefahr für mehrere Stunden inhaftiert. Als Täter in Frage kommen mehrere Personen. Ihr Mann wurde von Zeugen gesehen, als er Rita zusammenschlug. Beim Verhör sagt er aus, dass Rita es verdient habe, wollte sie trotz ihres Lebenswandels doch den gemeinsamen Sohn für sich beanspruchen. Herbert gilt als verdächtig, war er doch zur ungefähren Tatzeit mit dem Auto unterwegs. Er gibt an, nur herumgefahren zu sein. Zwar wollte er zu Rita, kehrte jedoch an ihrer Haustür um. Sein Sohn Norbert war anschließend heimlich mit Herberts Wagen unterwegs, was Ellen den Ermittlern gesteht. Er sagt aus, er habe Rita bereits tot vorgefunden und sei wieder gegangen. Dies deckt sich mit der Aussage der Nachbarn, dass an dem Abend mehrere Personen zu Ritas Wohnung gingen. Dennoch glaubt Dillinger, in Norbert den Mörder Ritas gefunden zu haben. Da Rolf seine Unschuld beteuert, wird er auf freien Fuß gesetzt, argwöhnt jedoch, dass dies nur geschah, weil Dillinger mit seiner Mutter zusammen ist. Zu dritt unternehmen sie kurz nach der Haftentlassung einen Ausflug an einen See. Die scheinbare Familienidylle zerbricht, als Rolf dem Druck nicht mehr standhält. Er gesteht, dass er der Mörder Ritas war, habe er es doch nicht ausgehalten, sie mit zahlreichen Männern teilen zu müssen. Die Versuche seiner Mutter, ihn zum Schweigen zu bringen, wehrt er ab. Wenig später erscheint Lehnert, und Rolf lässt sich bereitwillig abführen.

## Produktion
Ein verhängnisvoller Verdacht wurde vom 4. Juni bis 12. Juli 1991 in Berlin und auf dem Gelände des Zisterzienserklosters Chorin gedreht. Die Kostüme des Films schuf Maria-Nicole Becker, die Filmbauten stammen von Gerhard Kulosa. Der Film erlebte am 17. November 1991 in der DFF Länderkette seine Fernsehpremiere. Es war die 152. Folge der Filmreihe Polizeiruf 110. Kriminalhauptkommissar Wolfgang Dillinger ermittelte in seinem zweiten Fall und Kriminaloberkommissar Lehnert in seinem ersten Fall. Die Zuschauerquote wurde nicht veröffentlicht.

## Trivia
Im Abspann wird fälschlicherweise Matthias Schweighöfer (* 11. März 1981) als Darsteller des „Herrn Köhler“ genannt. Matthias ist der Sohn des tatsächlichen Darstellers Michael Schweighöfer.